# 弗雷德·沃倫·雷格斯
弗雷德·沃倫·雷格斯（英語：Fred Warren Riggs，1917年7月3日—2008年2月9日）是一位政治學家和公共行政學的先驅，知名於他的「鎔合－稜柱－繞射模型」（Fused-Prismatic-Diffracted Model），並曾是夏威夷大学政治學系的名譽教授。